# Stazione di Cuneo Gesso
Stazione di Cuneo Gesso vasútállomás Olaszországban, Cuneo településen.

## Vasútvonalak
Az állomást az alábbi vasútvonalak érintik:
- Fossano-Cuneo-vasútvonal
- Mondovì-Cuneo-vasútvonal
- Cuneo-Boves-Borgo San Dalmazzo-vasútvonal

## Kapcsolódó állomások
A vasútállomáshoz az alábbi állomások vannak a legközelebb:
- Beinette railway halt (Mondovì-Cuneo-vasútvonal)
- Roata Rossi railway halt
- San Benigno di Cuneo railway station
- Stazione di Cuneo
- Boves railway station